# Internationale School voor Wijsbegeerte

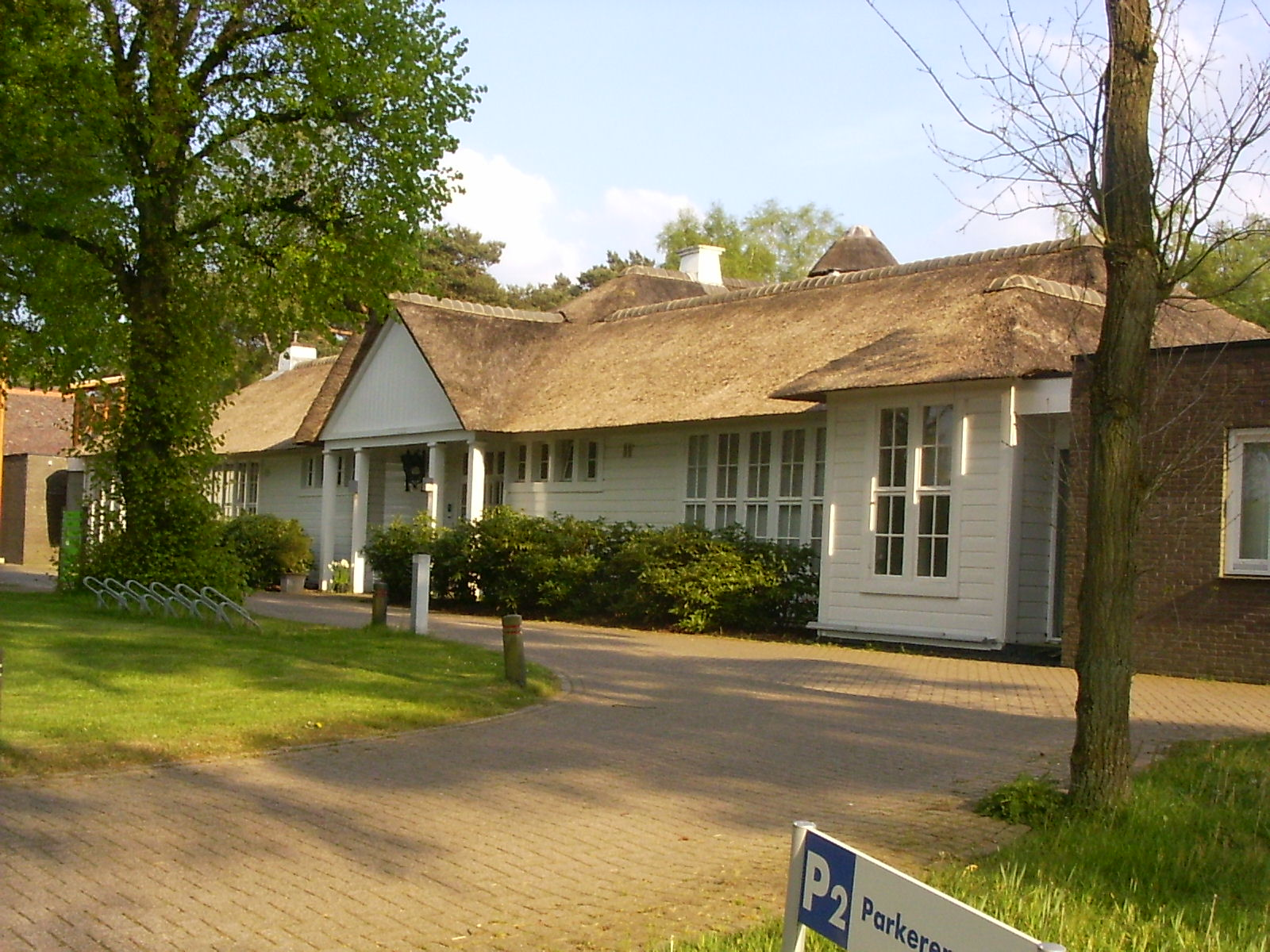
Kerngebouw van de ISVW

De Internationale School voor Wijsbegeerte (ISVW) is een filosofisch cursusinstituut in Nederland.

## Algemeen
Hoewel de gemeente Amersfoort het terrein in eigendom heeft, en het instituut daar juridisch gevestigd is, is de school gelegen in de gemeente Leusden.
Bij de oprichting in 1916 had psychiater Frederik van Eeden voor ogen dat de ISVW een centrum moest zijn ‘ter verdieping van levens- en wereldbeschouwing’.
De ISVW biedt filosofiecursussen en -opleidingen in samenwerking met universiteiten en maatschappelijke instellingen. Het instituut biedt ook programma’s voor organisaties en bedrijven.
Het ISVW is een non-profit-organisatie. De inkomsten uit de horeca-onderneming en de uitgeverij komen ten goede aan het cursusinstituut.
De gebouwen van het instituut omvatten 12 conferentiezalen en 99 hotelkamers. Ze zijn gevestigd op een landgoed dat grenst aan de landgoederen Den Treek-Henschoten en Leusderend. Het hoofdgebouw stamt uit 1916 en is ontworpen door architect K.P.C. de Bazel. In april 2011 werd een nieuw hotel met 39 kamers geopend.
René Gude was van 2001 tot voorjaar 2013 algemeen directeur van de school. Hij bleef tot zijn dood ambassadeur.
Sinds begin 2014 is Chantal Orth algemeen directeur van de ISVW.

## Geschiedenis

### Voorspel
De Internationale School voor Wijsbegeerte is geboren uit idealisme. Terwijl de Eerste Wereldoorlog woedde, zocht een groep denkers in het neutraal gebleven Nederland naar manieren om het geweld te stoppen. Men wilde werken aan een nieuwe Europese cultuur, waarin persoonlijke ontwikkeling, emancipatie en politiek idealisme de boventoon zouden voeren. Verbetering van de verstandhouding tussen sociale groepen door middel van opschoning van de taal (zie Significa) werd door een aantal oprichters als een belangrijk middel gezien.
In het bijzonder de schrijver en psychiater Frederik van Eeden was hiertoe sterk gemotiveerd na het mislukken van zijn praktische hervormingprojecten (onder andere de leefgemeenschap Walden). In 1910 was hij een correspondentie begonnen met vooraanstaande schrijvers en denkers in binnen- en buitenland. Dit had geleid tot oprichting van de Forte Kring (genoemd naar de plek van samenkomst, Forte dei Marmi bij Pisa). Deelnemers waren onder anderen de Duitse schrijver Erich Gutkind, de filosoof Martin Buber, de Zweedse psychotherapeut en schrijver Poul C. Bjerre, schrijver en literatuurcriticus Gustav Landauer en Van Eedens oude vriend de sinoloog, tolk en schrijver Henri Borel. Kort na het begin van de Eerste Wereldoorlog viel deze internationale kring echter al uit elkaar. Toch bleven Van Eeden en zijn geestverwanten aan het idee vasthouden, hetgeen leidde tot plannen om een ‘Internationale Hoogeschool voor Wijsbegeerte’ op te richten.
Naast deze ontwikkelingen was er een andere groep, die in 1915 een congres wilde organiseren vanwege het door de oorlog aan de dag getreden gemis aan ‘geestelijk eenheidsbesef’. Betrokken bij dit initiatief waren onder anderen C.H. gravin van Randwijck-de Jonge (echtgenote van de toenmalige burgemeester van Amersfoort, J.C. van Randwijk) en de theemakelaar en theosoof J.D. Reiman. Laatstgenoemde zou zich in de volgende jaren als een idealistisch bestuurder en als sponsor tot een van de belangrijkste 'founding fathers' van de school ontwikkelen.
Een en ander mondde uit in de vorming van een ‘Voorlopig Comité’ tot stichting van een ‘Academie voor Hoogere Wijsheid’, met als bestuursleden:
- Prof. L.E.J. Brouwer, voorzitter, Amsterdam,
- J.D. Reiman jr., secretaris, Amersfoort,
- Baronesse Mellina van Asbeck, penningmeester, Den Haag
- Mevr. Dr. Jeanne van den Bergh van Eysinga-Elias, lid, Santpoort,
- H.P.J. Bloemers, lid, Amsterdam,
- Ir. J.A. Blok, lid, Deventer,
- Dr. Frederik van Eeden, lid, Bussum.

Brouwer was een Nederlandse wiskundige en mysticus, die wereldberoemd zou worden met zijn opvattingen over ‘intuïtionistische wiskunde’. Hij sympathiseerde ook met de denkbeelden van de significi. Brouwers betrokkenheid had Van Eeden na de ondergang van de Forte-kring weer warm doen lopen voor de oprichting van de school.
Op 6 december 1915 werden de statuten van de nieuw op te richten stichting ‘Internationaal Instituut voor Wijsbegeerte te Amersfoort’ aangenomen.
Het doel van de stichting was: vernieuwing van de waardebepaling der levenselementen van individu en gemeenschap, te bereiken door het stichten en in stand houden eener Internationale academie voor practische Wysbegeerte en Sociologie en het stichten en in stand houden van een internationale school voor wijsbegeerte en het daaraan verbinden van gelegenheid tot samenleving voor de studeerenden, en ten slotte het organiseeren van cursussen, ook buiten die school.
Brouwers manier van doen en zijn ideeën stootten echter binnen het bestuur op onbegrip en weerstand. Hij wilde bijvoorbeeld een ascetische levenswijze op de School invoeren, waarvan volgens hem alles afhing. Uiteindelijk rees een conflict tussen Brouwer en Reiman, en verlieten Brouwer en Van Eeden het comité.
Van Brouwer was het plan geweest voor een internationale academie voor praktische wijsbegeerte en sociologie, maar de resterende bestuursleden lieten dit plan vallen en richtten op 13 februari 1916 de Internationale School voor Wijsbegeerte op, waarvan volgens de stichtingsakte de tot op heden onveranderde doelstelling luidt:  ‘het vormen van een centrum ter verdieping van levens- en wereldbeschouwing’. (Van Eeden, Brouwer en anderen stichtten in 1917 in Amsterdam alsnog het 'Internationaal Instituut voor Wijsbegeerte', een voorloper van de Signifische Kring.)
Uitgangspunt van de ISVW, behalve het internationale karakter, was de toegankelijkheid voor allen die aan een dergelijke bezinning behoefte zouden hebben. De School mocht niet het domein zijn van één filosofische of religieuze richting. Integendeel, de School zou een vrij podium moeten zijn voor alle stromingen in de westerse en oosterse filosofie en voor alle stromingen op het gebied van religie, kunst, psychologie, enz. De docenten, ook de buitenlandse, zouden niet alleen vakgeleerden moeten zijn op hun speciale terrein, maar ook pedagogen, en wel in die zin dat zij de cursisten zouden aanmoedigen tot zelf-denken en zelf-doen en tot aan deelnemen aan de gedachtewisseling, zowel met de cursusleider als onderling. Dit daadwerkelijk 'meedoen' van de cursisten werd - en wordt - essentieel geacht: de School zou geenszins een instituut moeten zijn voor alleen maar kennisoverdracht, doch zou vooral het bewustwordingproces der toehoorders moeten bevorderen door hun kritisch mededenken te stimuleren.

### Bijna een eeuw cursussen en inleidingen
In de turbulente 20ste eeuw verwierf de ISVW zich een unieke plaats in het Nederlands culturele leven.
De filosofen Johannes Diderik Bierens de Haan en Clara Wichmann verzorgden de eerste colleges.
Een groot aantal Nederlandse prominente denkers, wetenschappers en kunstenaars gaf cursussen en inleidingen aan de School, zoals onder anderen: Anton van der Horst, Wilhelmina Bladergroen, Fred Polak, Kees van Peursen, Kees Schuurman, Jan Sperna Weiland, en Gilles Quispel.
Prominente buitenlandse denkers als onder anderen Rabindranath Tagore, Martin Buber, Albert Schweitzer, Martin Heidegger, Carl Gustav Jung, Jean Piaget, Ernst Bloch, Karlfried von Dürckheim, Paul Tillich, Noam Chomsky, Karl Popper, Emmanuel Levinas, Rüdiger Safranski, Peter Sloterdijk en Martha Nussbaum, hebben de ISVW met een of meerdere bezoek(en) vereerd.